# Alpi orogén ciklus

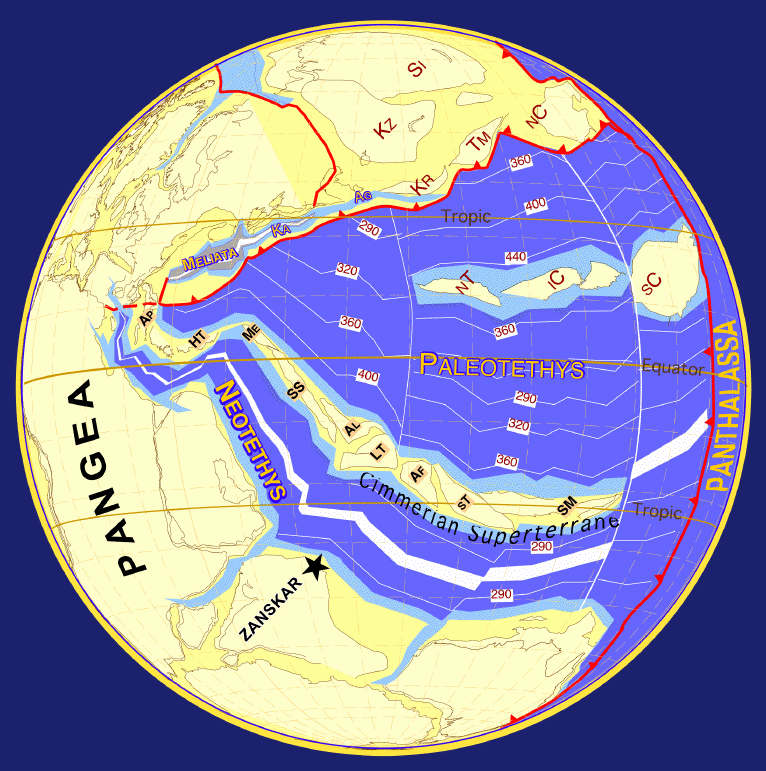
A Föld 250 millió éve, az ókimmériai fázis után

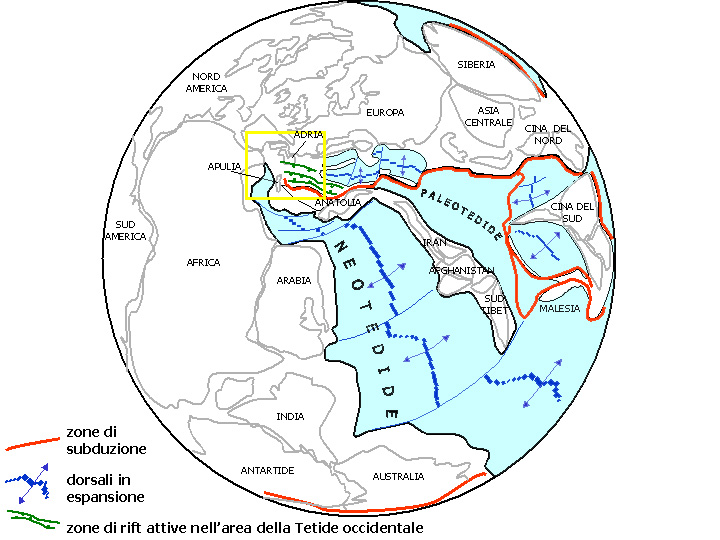
A Föld mintegy 220 millió éve, a Neotethys felnyílásának és a Paleotethys bezáródásának középső szakaszában. Már látható a Neotethysből kialakuló Földközi-tenger kezdeménye

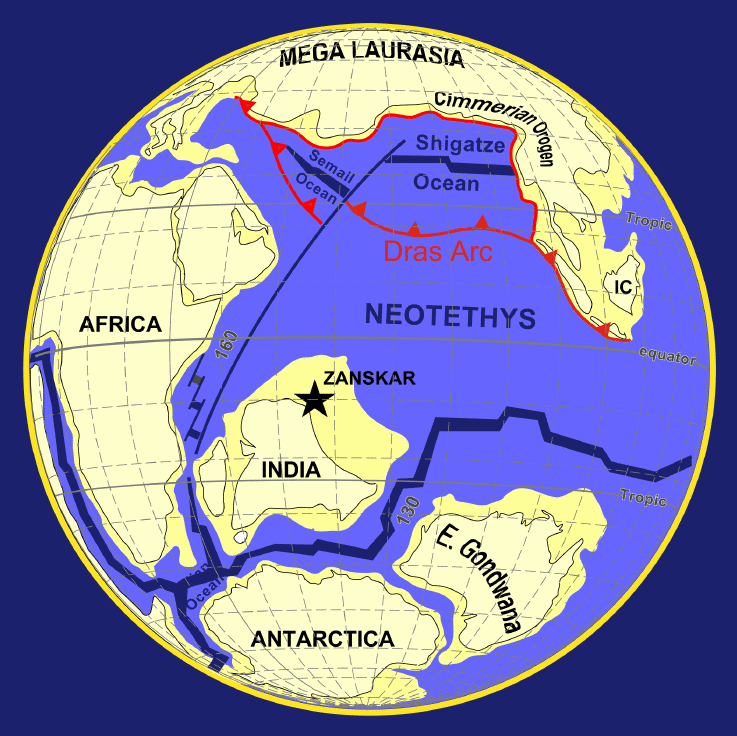
A Föld az alpi ciklus középső szakasza után, nagyjából 100 millió éve

Az alpi orogén ciklus jelentheti a 240 millió éve kezdődő és máig tartó hegységképződés periódust. Ez azonban három jól elkülöníthető, inaktív szakaszokkal tagolt periódusra oszlik, ezek közül a középsőt nevezzük alpi vagy középső alpi ciklusnak, a megelőzőt óalpinak és a következőt újalpinak. Az alpi orogenezis mindkét esetben több kisebb, regionális tektonikus szakaszra oszlik. A rövidebb változat az újkimmériaitól a labai orogén fázisig tart a késő jura kor és a kréta időszak folyamán. Az alpi hegységképző mozgások középső szakasza Magyarország aljzatának kialakulásában döntő szerepet játszott.

## Tektonikai helyzet
A késő triászban befejeződtek az óalpi ciklus mozgásai és a jura folyamán viszonylagos nyugalom honolt a Pangeán. A jura végén, a tithon korszakban az újkimmériai mozgások szakították fel a Pangea egységes felszínét, és megindultak azok a folyamatok, amelyek a mai állapotot hozták létre. Elsősorban Kimméria északnak tartó mozgása határozta meg a ciklust, amely már az ókimmériai fázisban elvált a kontinenstől és besodródott a Tethys-óceánba, de mintegy 150 millió évvel ezelőtt ismét megindult észak felé és meg sem állt Laurázsiáig. Ez zárta az alpi ciklusok középső szakaszát, amelyet a paleocén viszonylagos nyugalma után az eocén legvégén a máig tartó újalpi ciklus követett.
Kimméria nagy sebességű mozgásával párhuzamosan a Pangea feldarabolódott, először a kontinentális lemezek rotációjával, majd egymástól eltávolodásával. Először a Pennini-tenger mentén kettévált északi (Laurázsia) és déli (Gondwana) részekre, majd azok is tovább tagolódtak. Ez erős iniciális vulkanizmussal járt, a felszakadó kéreg bázikus és ultrabázikus vulkanitjai tenger alatti kitörések során keletkeztek. Kimméria északi felén a Paleotethys bezárult, déli felén viszont felnyílt a Neotethys. A Paleotethysből az Eurázsiai-hegységrendszer kezdeménye emelkedett ki, a Neotethyst mintegy 50 millió évvel később a Dekkán zárta be és gyűrte fel belőle a rendszer további redőit.
A kora kréta során még folytatódtak a hegységképző mozgások, helyenként erős kiemelkedéseket hoztak létre, de a hátralévő fázisok inkább csak utógyűrődések voltak, a tektogenezis mintegy 100 millió évvel ezelőtt szinte megállt. Ez nem a lemezek mozgásának leállását jelenti, hanem azt, hogy a geoszinklinálisokban nem volt orogenezis. A késő krétában az ausztriai fázis a cirkumpacifikus zónában érzékelhető, a szubherciniai szakasz Európában, végül a larami orogén a Sziklás-hegységet emelte fel a kréta és a harmadidőszak határán. A szubdukciós zónákban szinorogén és posztorogén vulkanitok is vannak.

## Alpi ciklus Magyarországon
Az Alpidák képződésének középső szakaszában a Magyarország alaphegységét képező lemezdarabok Kimméria nyugati végén önálló életet éltek. Tisia ekkorra leszakadt a stabil Európáról, és dél felé haladt. Ezzel megkerülte a korábban tőle délre elhelyezkedő mikrolemezeket, amelyek ma Magyarország északnyugati részét, az ALCAPA-főegységet alkotják. Az ide tartozó Pelso-blokk megemelkedett.